# Robert Picardo

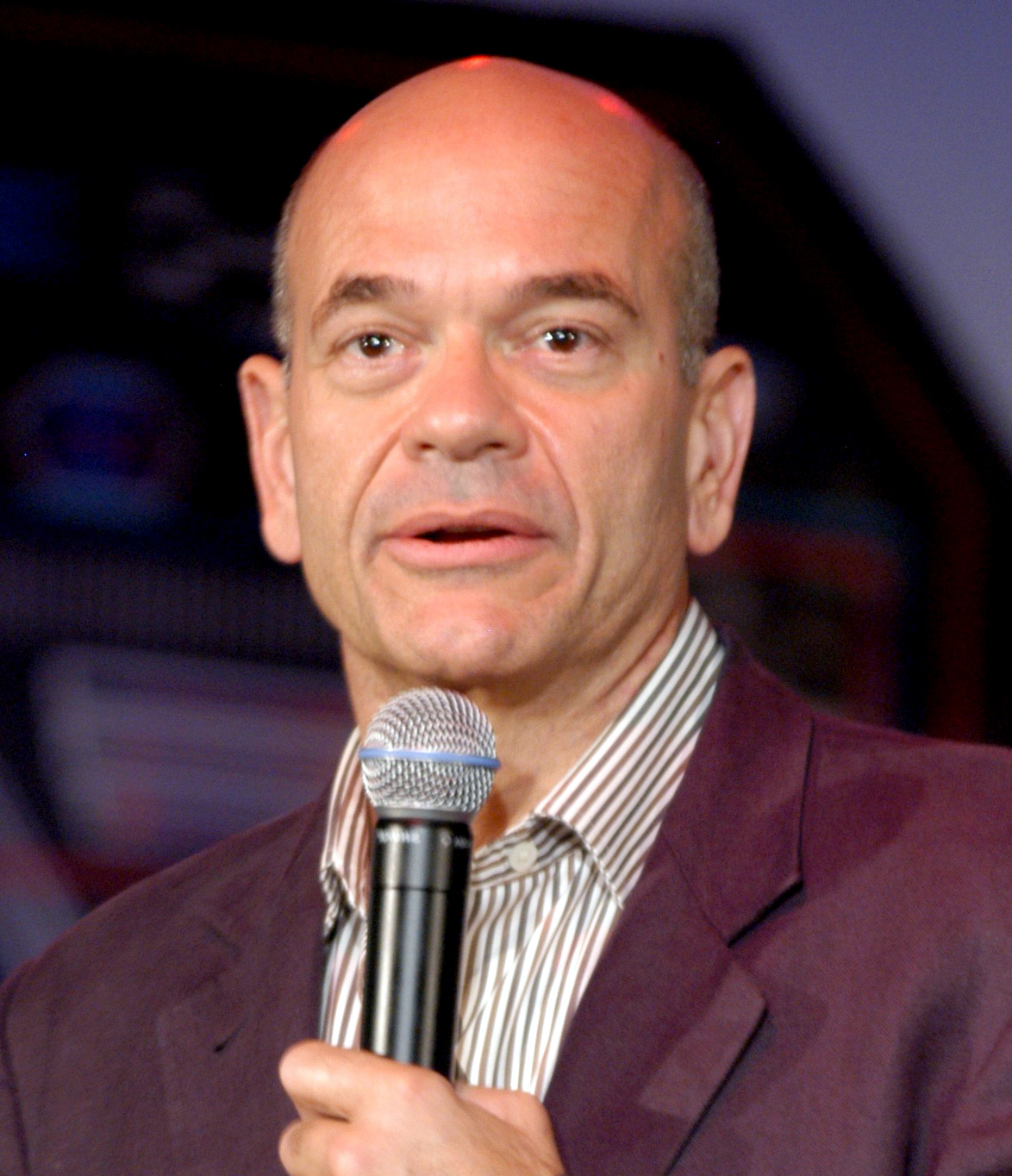
Robert Picardo în iunie 2005

Robert Picardo (n. 27 octombrie 1953, Pennsylvania, SUA) este un actor american, cunoscut datorită rolurilor sale în filme și seriale științifico-fantastice, ca Star Trek: Voyager și Stargate Atlantis.

## Filmografie
| An   | Lucrare                                  | Rol                                                                              | Note                                                |
| ---- | ---------------------------------------- | -------------------------------------------------------------------------------- | --------------------------------------------------- |
| 1977 | Kojak                                    | Thomas Rindone                                                                   | Televiziune                                         |
| 1981 | The Howling                              | Eddie Quist                                                                      |                                                     |
| 1981 | Alice                                    | Officer Maxwell                                                                  | Televiziune                                         |
| 1983 | Get Crazy                                | Connell O'Connell                                                                |                                                     |
| 1985 | Legend                                   | Meg Mucklebones                                                                  |                                                     |
| 1985 | Exploratorii                             | Starkiller / Wak / Wak and Neek's Father                                         | Voce și actor                                       |
| 1986 | Amazing Stories                          | Tony Sepulveda                                                                   | 1 episod (Boo!)                                     |
| 1986 | The Golden Girls                         | Dr. Revell                                                                       | 1 episod (The Operation)                            |
| 1987 | Amazon Women on the Moon                 | Rick Raddnitz                                                                    |                                                     |
| 1987 | Innerspace                               | The Cowboy                                                                       |                                                     |
| 1987 | 21 Jump Street                           | Ralph Buckley                                                                    | 1 episod                                            |
| 1988 | The Wonder Years                         | Coach Cutlip                                                                     | 15 episoade, 1988-1991                              |
| 1988 | China Beach                              | Dr. Dick Richard                                                                 | 61 episoade, 1988-1991                              |
| 1988 | 976-EVIL                                 | Mark Dark                                                                        |                                                     |
| 1988 | Dead Heat                                | Lt. Herzog                                                                       |                                                     |
| 1988 | Jack's Back                              | Dr. Carlos Battera                                                               |                                                     |
| 1989 | Loverboy                                 | Reed Palmer                                                                      |                                                     |
| 1989 | Newhart                                  | Terry                                                                            | 1 episod (The Little Match Girl)                    |
| 1989 | The 'Burbs                               | Joe                                                                              |                                                     |
| 1990 | Gremlins 2: The New Batch                | Forster                                                                          |                                                     |
| 1990 | Total Recall                             | Johnnycab                                                                        | Voce și imagine                                     |
| 1991 | Motorama                                 | Jerry polițistul                                                                 |                                                     |
| 1993 | Home Improvement                         | Joe "The Meat Man" Morton                                                        |                                                     |
| 1993 | The Adventures of Brisco County, Jr.     | Puel                                                                             |                                                     |
| 1994 | Wagons East                              | Ben Wheeler                                                                      |                                                     |
| 1994 | Revenge of the Nerds IV                  | Chad Penrod                                                                      |                                                     |
| 1994 | VR.5                                     | VR Engineer                                                                      |                                                     |
| 1995 | Star Trek: Voyager                       | Doctorul; de asemenea a regizat două episoade ("Alter Ego" and "One Small Step") | 170 episoade, 1995-2001                             |
| 1996 | Star Trek: First Contact                 | Hologramă medicală de urgențe                                                    |                                                     |
| 1997 | Star Trek: Deep Space Nine               | Dr. Lewis Zimmerman                                                              | "Doctor Bashir, I Presume?"                         |
| 1998 | Small Soldiers                           | Ralph                                                                            |                                                     |
| 2001 | 7 Days                                   | Major Michael McGrath                                                            | Televiziune                                         |
| 2001 | Frasier                                  | Mr. Kechner                                                                      | 1 episod. Seazonul 9 episodul 11 "Bully for Martin" |
| 2002 | Justice League                           | Amazo                                                                            | 6 episoade, 2002-2004                               |
| 2003 | The Lyon's Den                           | Detectiv Nick Traub                                                              | 7 episoade, 2003–2004                               |
| 2003 | Sabrina, The Teenage Witch               | Bob Jacobs                                                                       | 1 episod Sezonul 7 episodul 18 "Spellmanian Slip"   |
| 2004 | Stargate SG-1                            | Richard Woolsey                                                                  | 7 episoade, 2004-2007                               |
| 2004 | The West Wing                            | E. Bradford Shelton                                                              | 1 episod, "The Supremes"                            |
| 2005 | E-Ring                                   | Larry Kincaid                                                                    | 4 episoade, 2005-2006                               |
| 2005 | Masters of Horror                        | Kurt Rand                                                                        | episodul 1.6. „Homecoming” (Întoarcerea)            |
| 2005 | The 4400                                 | Trent Appelbaum                                                                  | Televiziune                                         |
| 2006 | Stargate Atlantis                        | Richard Woolsey                                                                  | 20 de episoade, 2006-2009                           |
| 2007 | Pirates of the Caribbean: At World's End | Singapore Townsfolk                                                              | Joc video, voce                                     |
| 2007 | The Closer                               | Mr. Sheffield                                                                    | Televiziune                                         |
| 2007 | Ben 10: Race Against Time                | Principal White                                                                  | film de televiziune                                 |
| 2007 | CSI: NY                                  | Șerif Benson                                                                     | Televiziune                                         |
| 2008 | Smallville                               | Edward Teague                                                                    | 2 episoade                                          |
| 2009 | Castle                                   | Dr. Clark Murray                                                                 | 2 episoade, 2009-2010                               |
| 2009 | Chuck                                    | Dr. Howard Busgang (Perseus)                                                     | Televiziune                                         |
| 2010 | Justified                                | Karl Hanselman                                                                   | Televiziune                                         |
| 2010 | Supernatural                             | Wayne Whittaker/Leprachaun                                                       | Televiziune                                         |
| 2010 | Monsterwolf                              | Stark                                                                            | film TV                                             |
| 2010 | Mega Shark Versus Crocosaurus            | Amiral Calvin                                                                    |                                                     |
| 2010 | Call of Duty: Black Ops                  | Robert McNamara (voce)                                                           | Joc video                                           |
| 2011 | Stargate Universe                        | Richard Woolsey                                                                  | Televiziune                                         |
| 2011 | No Ordinary Family                       | Vice-principal Nance                                                             | Televiziune                                         |
| 2011 | The Captains                             | Rolul său                                                                        |                                                     |
| 2011 | United States of Tara                    | Dr. Smolow                                                                       | 1 episod, s. 3, ep. 9 "Bryce Will Play"             |
| 2011 | Morlocks                                 | Colonel John Wichita                                                             | film TV                                             |
| 2012 | Body of Proof                            | Henry                                                                            | 1 episod, 2012                                      |
| 2012 | The Mentalist                            | Jason Cooper                                                                     | Episodul: "His Thoughts Were Red Thoughts", 2012    |
| 2012 | Austin and Ally                          | Dr. Grant                                                                        | Episodul: "Successes & Setbacks", 2012              |
| 2012 | Call of Duty: Black Ops II               | Erik Breighner                                                                   | Joc video , voce                                    |
| 2012 | Atlas Shrugged: Part II                  | Dr. Floyd Ferris                                                                 |                                                     |
| 2013 | The Mentalist                            | Jason Cooper                                                                     | Episodul: "Red Barn", 2013                          |
| 2013 | Jessie                                   | Cyril Lipton                                                                     | Episodul: "To Be Me or Not to Be Me", 2013          |
| 2013 | Star Trek: Renegades                     | Dr. Lewis Zimmerman                                                              |                                                     |
| 2013 | The Candidate                            | Carl Tucker                                                                      | Film scurt                                          |

## Legături externe
- Robert Picardo la Internet Movie Database